# Chalagnac
Chalagnac település Franciaországban, Dordogne megyében. Lakosainak száma 442 fő (2022. január 1.). Chalagnac Coursac, Creyssensac-et-Pissot, Église-Neuve-de-Vergt, Saint-Paul-de-Serre, Sanilhac, Vergt és Notre-Dame-de-Sanilhac községekkel határos.

## Népesség
A település népességének változása:
| Lakosok száma | 237  | 281  | 338  | 377  | 416  | 429  | 435  | 439  | 441  | 442  |
|               | 1968 | 1982 | 1990 | 2006 | 2013 | 2015 | 2017 | 2019 | 2020 | 2022 |